# Veratrum chiengdaoense
Veratrum chiengdaoense är en nysrotsväxtart som beskrevs av Kai Larsen. Veratrum chiengdaoense ingår i släktet nysrötter, och familjen nysrotsväxter. Inga underarter finns listade.